# Рэдулеску, Михаэль
Михаэль Рэдулеску (нем. Michael Radulescu; 19 июня 1943, Бухарест — 23 декабря 2023) — румынско-австрийский композитор, музыкант-органист, музыковед

, дирижёр, музыкальный педагог, профессор Венского университета музыки и исполнительского искусства.

## Биография
Немецко-румынского происхождения. Родился в семье румына и немки. С 1956 г. брал уроки игры на органе и уроки композиции у Михаила Жоры в Бухарестской консерватории. В 1965—1966 годах посещал лекции в академии Моцартеум в Зальцбурге, где учился дирижированию у Карла Меллеса, с 1965 по 1968 г. учился в Венском университете музыки и исполнительского искусства у Карла Остеррайхера.
В 1959 году дебютировал как органист в Румынском атенеуме, с тех пор выступал с концертами в станах Европы, Северной Америки, в Австралии и Японии. С 1968 по 2008 год — профессор, преподавал игру на органе в Венском университете музыки и исполнительских искусств. Одновременно с 1971 по 1990 год руководил мастер-классом по органу на Международных мастер-классах в Княжестве Лихтенштейн, а с 1977 по 1987 год преподавал в Международной южногерманско-австрийской органной академии в Инсбруке. Дирижёр с 1983 года.

## Избранные музыкальные сочинения

### Инструментальная музыка
Орган
- Cinque pezzi (1972)
- Fantasia sul corale Da Jesus an dem Kreuze stund (1976)
- Fantasia sul corale O Mensch, bewein dein Sünde groß (1978)
- Sette corali per la Passione (1981/1982)
- Ricercari (1984)
- Epiphaniai (1988)
- Resurrexit (2001)
- Madrigali (2010)

Соло для струнных/духовых инструментов
- Capricci per flauto dolce contralto (1974)
- Suonata per viola sola (1985)
- Threnodia, per violoncello solo (1984)

Камерная музыка
- Sonate per flauto dolce e clavicembalo (1967—1971)
- Melencolia, ricercare per flauto dolce e batteria (1982)
- Trio I, per violino, viola e violoncello (1969)
- Trio II, per violino, viola e violoncello (1971/1973)
- Quintetto per flauto, oboe, clarinetto, corno e fagotto (1967)
- Sestetto per due violini, due viole e due violoncelli (1994/95)

Ему также принадлежат: Камерные ансамбли, духовная, оркестровая и хоровая музыка и др.